# Августин Малар
Августин Малар (на словашки: Augustín Malár; 18 юли 1894 г., Райтерн, Австро-Унгария — 1945 г., концлагер Заксенхаузен, Германия) е словашки генерал, главнокомандващ Източнословашката армия по време на Втората световна война.
Августин Малар завършва гимназия в Скалица, после – висше военно училище в Прага. Прави бърза военна кариера: през 1931 г. става майор, а през 1936 г. получава звание подполковник. Това бързо призвижване се обяснява с това, че тогава в чехословашката армия има 1004 подполковника, но от тях само двача са словаци – Августин Малар и Фердинанд Чатлош. 3 години по-късно Малар става полковник, а през 1942 г. е повишен в звание генерал.
Когато на 1 септември 1939 г. Германия напада Полша, в състава на 14-а немска армия под командването на Вилхелм Лист настъпва и словашката армия „Бернолак“ в състав от три дивизии. 3-та дивизия „Разус“ е командвана от Августин Малар, и заедно с германските алпийски стрелци войските му заемят Кросно и Санок. За участието си в кампанията Малар получава Железен кръст – отначало 2-ра, а после и 1-ва степен.
През 1924—1944 г. Малар е военно аташе в Рим, Будапеща и Берлин. Когато през 1944 г. фронтовата линия приближава границите на Словакия, германците сформират Източнословашката армия в състав от две словашки пехотни дивизии, и назначават Августин Малар за главнокомандваащ. Малар обаче се присъединява към Словашкото национално въстание, за което след разгрома му е арестуван от хитлеристите, отведен в Германия и изпратен в концлагера Заксенхаузен. Точни сведения за датата на смъртта му няма.